# Luiz Fernando Lisboa
Luiz Fernando Lisboa, C.P. (Valença, 23 de dezembro de 1955) é um prelado da Igreja Católica brasileiro, arcebispo ad personam da Diocese de Cachoeiro de Itapemirim.

## Formação e Ministério Presbiteral
Dom Luiz nasceu em Valença, no Rio de Janeiro, o nono dos doze filhos de Benedita de Oliveira Pereira e Francisco Lopes Pereira Lisboa (in memoriam). Com nove anos, mudou-se com a família para Osasco, onde passou parte de sua infância, adolescência e juventude.
Aos 19 anos, ingressou no Seminário São Gabriel da Congregação da Paixão, em 4 de agosto de 1975, e iniciou o noviciado em 24 de janeiro do ano seguinte, em São Carlos, tendo emitido os primeiros votos de pobreza, castidade e obediência em 23 de janeiro de 1977.
Concluiu os estudos de Filosofia na Pontifícia Universidade Católica do Paraná, em Curitiba, (1977-1980) e de Teologia no Instituto Teológico de São Paulo - ITESP (1980-1984). Ele se especializou em Missiologia e Liturgia pela Faculdade de Teologia Nossa Senhora da Assunção de São Paulo.
Em 18 de dezembro de 1982, proferiu os votos perpétuos na Congregação da Paixão. No dia 29 de maio de 1983, foi ordenado diácono e, na Igreja Matriz de Santo Antônio, hoje Catedral de Osasco, em 10 de dezembro do mesmo ano, recebeu a ordenação sacerdotal das mãos de D. Francisco Manuel Vieira, então bispo-auxiliar de São Paulo.
Dentro da Congregação no Brasil ocupou os seguintes cargos: Diretor do Seminário Menor e dos alunos de Teologia; Vigário paroquial; Pároco; Superior local; Tesoureiro; Vice-Mestre de Noviços; Conselheiro de Treinamento.
Em 2001 foi enviado como missionário ad gentes à Diocese de Pemba em Moçambique, onde desempenhou o seu ministério como Vigário Paroquial, Pároco e Formador no Seminário Passionista. Retornando ao Brasil em 2010, no ano seguinte foi nomeado pároco de Santa Teresinha de Lisieux em Colombo, na Arquidiocese de Curitiba.

## Ministério Episcopal
Em 12 de junho de 2013 foi nomeado bispo de Pemba e recebeu a ordenação episcopal no dia 24 de agosto seguinte, na Catedral Diocesana de Osasco, pelas mãos de Dom Lúcio Andrice Muandula, bispo de Xai-Xai, coadjuvado pelo cardeal Dom Raymundo Damasceno Assis, arcebispo de Aparecida e por Dom Ercílio Turco, bispo de Osasco.
Foi Secretário-Geral da Conferência Episcopal de Moçambique e Coordenador do Departamento Social da mesma Conferência. Estava profundamente envolvido com os conflitos existentes em Cabo Delgado, em que grupos terroristas motivados pela exploração do petróleo na região atacam cristãos. Ele fez um apelo urgente à União Europeia e em especial a Portugal, para que revejam os termos com que os países mais industrializados se aproximam dos países com uma economia frágil mas rica em recursos.
Em 11 de fevereiro de 2021, foi nomeado bispo de Cachoeiro de Itapemirim, ao mesmo tempo conferindo-lhe o título de arcebispo ad personam. A sua substituição não foi completamente pacífica, pois em entrevista concedida depois de ter abandonado Moçambique, Dom Luiz, que foi uma voz ativa na divulgação da guerra e da situação humanitária da sua diocese, revelou ter recebido pressões e ameaças de expulsão e de morte do governo moçambicano devido às suas declarações. O Papa Francisco nomeou também Dom António Juliasse Ferreira Sandramo, bispo auxiliar de Maputo, como administrador apostólico de Pemba. A Diocese de Cachoeiro do Itapemirim encontrava-se vacante desde 7 de novembro de 2018, com a nomeação do então incumbente, Dom Dario Campos, para a Arquidiocese de Vitória. Desde então, a diocese estava sob os cuidados pastorais do padre Walter Luiz Barbiero Milaneze Altoé, seu administrador diocesano.

## Ordenações Episcopais
Dom Luiz Fernando foi o celebrante principal da ordenação episcopal de:
1. Joselito Ramalho Nogueira, nomeado bispo auxiliar de São Sebastião do Rio de Janeiro, aos 27 de abril de 2025, em Cachoeiro do Itapemirim.